# يوهان دانيال ريتر
يوهان دانيال ريتر (بالألمانية: Johann Daniel Ritter)‏ هو عالم إنسان ومؤرخ ألماني، ولد في 16 أكتوبر 1709 في Kobierzyce ‏ في بولندا، وتوفي في 15 مايو 1775 في فيتنبرغ في ألمانيا.